# Vodla
De Vodla (Russisch: Во́дла; Fins:Vodlajoki) is een rivier in de republiek Karelië in Rusland.
De Vodla is 149 km lang en heeft een stroomgebied van 13.700 km². Zij ontstaat door de samenvloeiing van de Soechaja Vodla en de Vama, de beide afvoerstromen van het Vodlozero-meer, en stroomt in zuidelijke richting. Verder zwenkt zij af naar het westen, stroomt voorbij Poedozj en mondt uit in het Onegameer op een hoogte van 33m. Bij de monding is het gemiddeld debiet 130 m³/s.
- Virtual International Authority File: 315164534